# Alfonsów (powiat poddębicki)
Alfonsów – wieś w Polsce położona w województwie łódzkim, w powiecie poddębickim, w gminie Zadzim.
Osada wchodzi w skład sołectwa Rzechta Drużbińska.
W latach 1975–1998 miejscowość administracyjnie należała do województwa sieradzkiego.